# Lutosa paranensis
Lutosa paranensis is een rechtvleugelig insect uit de familie Anostostomatidae. De wetenschappelijke naam van deze soort is voor het eerst geldig gepubliceerd in 1911 door Rehn.